# Luhu
Luhu (kinesiska: 芦湖街道, 芦湖) är en socken i Kina. Den ligger i provinsen Shandong, i den östra delen av landet, omkring 94 kilometer nordost om provinshuvudstaden Jinan. Antalet invånare är 38 582. Befolkningen består av 19 465 kvinnor och 19 117 män. Barn under 15 år utgör 16,0 %, vuxna 15-64 år 76 %, och äldre över 65 år 6,0 %.
Genomsnittlig årsnederbörd är 743 millimeter. Den regnigaste månaden är juli, med i genomsnitt 291 mm nederbörd, och den torraste är mars, med 6 mm nederbörd.